# Lumbrineris annulata
Lumbrineris annulata är en ringmaskart som beskrevs av Hartmann-Schröder 1960. Lumbrineris annulata ingår i släktet Lumbrineris och familjen Lumbrineridae. Inga underarter finns listade i Catalogue of Life.